# Anna Francisca de Bruyns

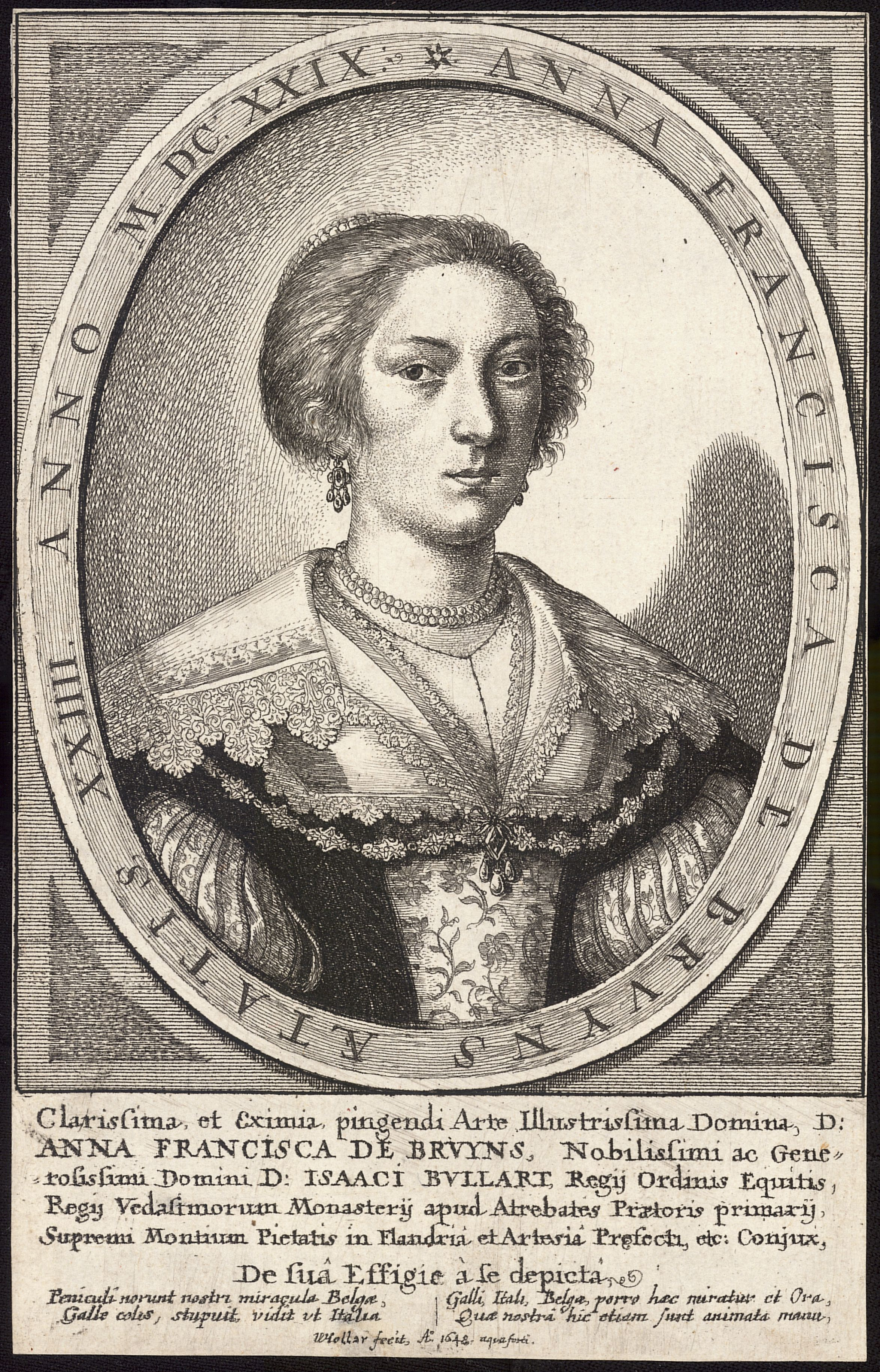
Anna Francisca de Bruyn, aguafuerte de Wenceslaus Hollar (1648) a partir de un autorretrato de la pintora fechado en 1629, a los 24 años de edad.

Anna Francisca de Bruyns (Morialmé, 1605-Arrás, c. 1670) fue una pintora flamenca, sobrina del pintor y arquitecto Jacques Francquart con quien es probable que se criase y formase. Con diecisiete años firmó el retrato de su tío, conocido por un aguafuerte abierto años más tarde por el grabador checo Wenceslaus Hollar, que grabó también el autorretrato de la pintora a sus 24 años.
En fecha desconocida entre 1622 y 1629 contrajo matrimonio en Bruselas con Isaac Bullart, natural de Róterdam, que ostentaba el título de caballero de la Orden de San Miguel. Con él se estableció en Arrás y fue madre de doce hijos. Había muerto ya en 1672, cuando falleció Bullart a la edad de setenta y tres años y fue enterrado en la iglesia de Notre-Dame de Foy junto a su difunta esposa.
Bullart escribió una colección de biografías de hombres célebres publicada póstumamente en 1682 por su hijo Jacques Ignace en dos volúmenes con el título Académie des sciences et des arts, contenant les vies, & les éloges historiques des hommes illustres, qui ont excellé en ces professions depuis environ quatre siècles parmy diverses nations de l'Europe. La obra va ilustrada con los retratos de los doscientos cuarenta y cinco personajes biografiados, grabados firmados en su mayor parte por Esme de Boulonnois, habiéndose especulado con la posibilidad de que Anna Francisca tuviese alguna participación en ellos.